# Basket vid panamerikanska spelen
Basket vid panamerikanska spelen har spelats sedan premiäråret 1951. Damturneringen tillkom 1955.

## Historisk överblick över grenar
| Grenar / År         | 1951 | 1955 | 1959 | 1963 | 1967 | 1971 | 1975 | 1979 | 1983 | 1987 | 1991 | 1995 | 1999 | 2003 | 2007 | 2011 | 2015 | 2019 |
| ------------------- | ---- | ---- | ---- | ---- | ---- | ---- | ---- | ---- | ---- | ---- | ---- | ---- | ---- | ---- | ---- | ---- | ---- | ---- |
| Damernas turnering  |      | X    | X    | X    | X    | X    | X    | X    | X    | X    | X    |      | X    | X    | X    | X    | X    | X    |
| Herrarnas turnering | X    | X    | X    | X    | X    | X    | X    | X    | X    | X    | X    | X    | X    | X    | X    | X    | X    | X    |

## Medaljsammanfattning

### Damernas turnering
| Spel (gren) | Värdort – damernas basket              | Vinnare     | Tvåa      | Trea        | Fyra      |
| ----------- | -------------------------------------- | ----------- | --------- | ----------- | --------- |
| 1955        | Mexico City, Mexiko                    | USA         | Chile     | Brasilien   | Mexiko    |
| 1959        | Chicago, USA                           | USA         | Brasilien | Chile       | Kanada    |
| 1963        | São Paulo, Brasilien                   | USA         | Brasilien | Chile       | Kanada    |
| 1967        | Winnipeg, Kanada                       | Brasilien   | USA       | Kanada      | Mexiko    |
| 1971        | Cali, Colombia                         | Brasilien   | USA       | Kuba        | Mexiko    |
| 1975        | Mexico City, Mexiko                    | USA         | Mexiko    | Kuba        | Brasilien |
| 1979        | San Juan, Puerto Rico                  | Kuba        | USA       | Kanada      | Brasilien |
| 1983        | Caracas, Venezuela                     | USA         | Kuba      | Brasilien   | Kanada    |
| 1987        | Indianapolis, USA                      | USA         | Brasilien | Kanada      | Kuba      |
| 1991        | Havanna, Kuba                          | Brasilien   | Kuba      | USA         | Kanada    |
| 1999        | Winnipeg, Kanada                       | Kuba        | Kanada    | USA         | Brasilien |
| 2003        | Santo Domingo, Dominikanska republiken | Kuba        | USA       | Brasilien   | Kanada    |
| 2007        | Rio de Janeiro, Brasilien              | USA         | Brasilien | Kuba        | Kanada    |
| 2011        | Guadalajara, Mexiko                    | Puerto Rico | Mexiko    | Brasilien   | Colombia  |
| 2015        | Toronto, Kanada                        | Kanada      | USA       | Kuba        | Brasilien |
| 2019        | Lima, Peru                             | Brasilien   | USA       | Puerto Rico | Colombia  |

### Herrarnas turnering
| Spel (gren) | Värdort – herrarnas basket             | Vinnare     | Tvåa                    | Trea        | Fyra                    |
| ----------- | -------------------------------------- | ----------- | ----------------------- | ----------- | ----------------------- |
| 1951        | Buenos Aires, Argentina                | USA         | Argentina               | Brasilien   | Kuba                    |
| 1955        | Mexico City, Mexiko                    | USA         | Argentina               | Brasilien   | Mexiko                  |
| 1959        | Chicago, USA                           | USA         | Puerto Rico             | Brasilien   | Mexiko                  |
| 1963        | São Paulo, Brasilien                   | USA         | Brasilien               | Puerto Rico | Uruguay                 |
| 1967        | Winnipeg, Kanada                       | USA         | Mexiko                  | Panama      | Kuba                    |
| 1971        | Cali, Colombia                         | Brasilien   | Puerto Rico             | Kuba        | Mexiko                  |
| 1975        | Mexico City, Mexiko                    | USA         | Puerto Rico             | Brasilien   | Mexiko                  |
| 1979        | San Juan, Puerto Rico                  | USA         | Puerto Rico             | Brasilien   | Kuba                    |
| 1983        | Caracas, Venezuela                     | USA         | Brasilien               | Mexiko      | Kanada                  |
| 1987        | Indianapolis, USA                      | Brasilien   | USA                     | Puerto Rico | Mexiko                  |
| 1991        | Havanna, Kuba                          | Puerto Rico | Mexiko                  | USA         | Kuba                    |
| 1995        | Mar del Plata, Argentina               | Argentina   | USA                     | Brasilien   | Uruguay                 |
| 1999        | Winnipeg, Kanada                       | Brasilien   | USA                     | Puerto Rico | Argentina               |
| 2003        | Santo Domingo, Dominikanska republiken | Brasilien   | Dominikanska republiken | Puerto Rico | USA                     |
| 2007        | Rio de Janeiro, Brasilien              | Brasilien   | Puerto Rico             | Uruguay     | Argentina               |
| 2011        | Guadalajara, Mexiko                    | Puerto Rico | Mexiko                  | USA         | Dominikanska republiken |
| 2015        | Toronto, Kanada                        | Brasilien   | Kanada                  | USA         | Dominikanska republiken |
| 2019        | Lima, Peru                             | Argentina   | Puerto Rico             | USA         | Dominikanska republiken |